# Jungermannia divaricata
Jungermannia divaricata là một loài Rêu trong họ Jungermanniaceae. Loài này được Sm. mô tả khoa học đầu tiên năm 1800.